# Stazione di Deiva Marina
La stazione di Deiva Marina è una stazione ferroviaria ubicata sulla ferrovia Genova-Pisa a servizio del comune di Deiva Marina.

## Storia

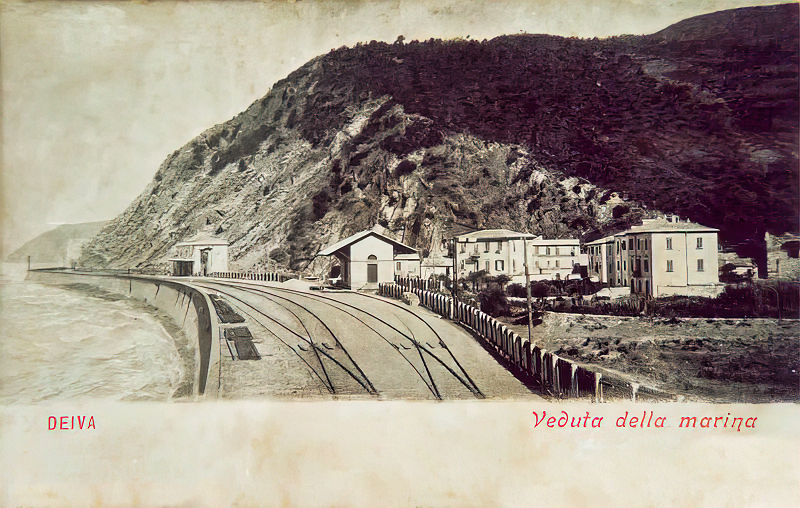
Panorama che evidenzia gli impianti della vecchia stazione

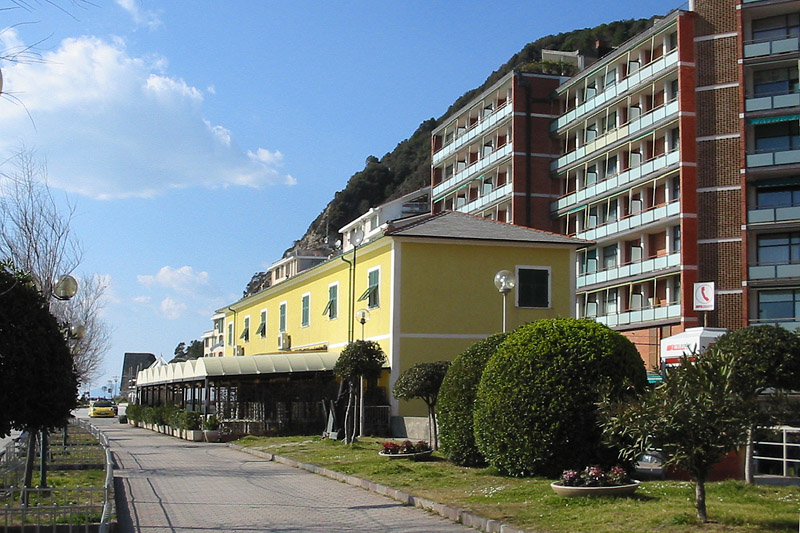
Vista dell'ex fabbricato viaggiatori della vecchia stazione

La prima stazione di Deiva Marina, denominata semplicemente "Deiva", fu inaugurata il 24 ottobre 1874, contestualmente alla tratta ferroviaria Sestri Levante-La Spezia. Il relativo fabbricato viaggiatori sorgeva in corrispondenza del parcheggio coperto fra la Strada Provinciale 40 e la passeggiata a mare.
In seguito all'attivazione del nuovo tracciato a doppio binario fra Riva Trigoso e Framura, realizzato a monte rispetto a quello originario, il 27 ottobre 1932 fu inaugurata la nuova stazione, posta in rilevato di 5 metri rispetto alla quota media dell'abitato di Deiva. La disposizione dei binari risentì dell'utilizzo di un tratto della precedente sede verso Framura sotto, forma di raccordo per la cava di ghiaia delle FS.
Il fabbricato viaggiatori era costituito da un'elegante palazzina in stile liberty, andata distrutta durante i bombardamenti della seconda guerra mondiale. Fino ai primi anni duemila il fabbricato che lo sostituisce ospitava la sede dell'ufficio informazioni turistiche.
Il cambio di nome da "Deiva" a "Deiva Marina" risale al 1º gennaio 1951.

## Strutture e impianti

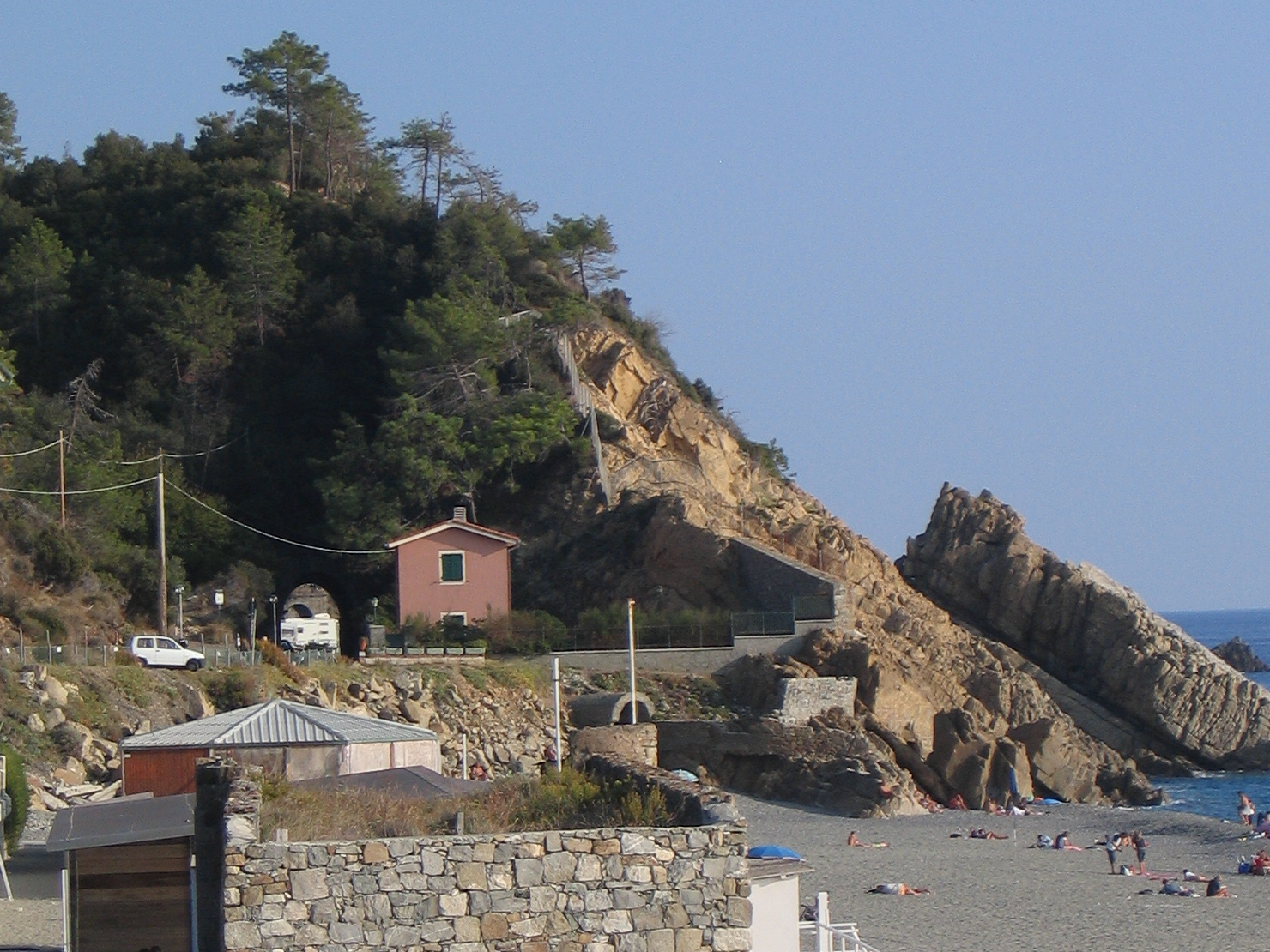
Casello lungo l'ex tracciato, con la breve galleria riutilizzata quale raccordo "cava". In primo piano la spalletta dell'ex ponte che immetteva nella vecchia stazione di Deiva

La stazione è dotata di 4 binari per servizio viaggiatori; l'ex scalo merci è oggi utilizzato per il ricovero dei treni cantiere per la manutenzione lungo la linea.
Fino agli anni settanta dalla radice est della stazione, già nel territorio comunale di Framura, si diramava un raccordo merci che conduceva al vecchio tracciato della linea, del quale sfruttava l'esistente breve galleria per condurre ad una cava di materiali lapidei in località Fornaci.
Tale opera fu inizialmente costruita quale collegamento provvisorio in attesa dell'attivazione della nuova tratta Deiva-Framura; una volta riconvertita al nuovo utilizzo, rimase in servizio dal 1932 al 1970. Buona parte di tale raccordo, ivi compreso un breve ponticello, è tuttora riconoscibile.
Oltre ai 4 binari di corsa e precedenza utilizzati per servizio viaggiatori, sono presenti un binario di servizio (il primo, lato fabbricato) che funge da asta di manovra per l'ex scalo merci, un tempo dotato di 4 binari tronchi; quest'ultimo, dismessa l'attività della citata cava, ha assunto la funzione di fascio di ricovero per veicoli di servizio.
I servizi di stazione (sala d'aspetto e biglietteria) sono curati da un'agenzia turistica.

## Movimento
La stazione è servita dalle relazioni regionali Trenitalia svolte nell'ambito del contratto di servizio con la Regione Liguria.

## Servizi
- Biglietteria automatica
- Sala d'attesa
- Servizi igienici

## Interscambi
Sul piazzale antistante la stazione è presente il capolinea degli autobus che collega Deiva con le varie frazioni del borgo e le città vicine.
- Fermata autobus